# Садигов Решад Фархад-огли
Решад Фархад огли‎ Садигов (азерб. Rəşad Sadıqov, нар. 16 червня 1982, Баку) — азербайджанський футболіст, захисник клубу «Карабах» та національної збірної Азербайджану.

## Клубна кар'єра
Вихованець футбольної школи клубу «Сарур».
У дорослому футболі дебютував 1999 року виступами за команду клубу «Туран», в якій провів два сезони, взявши участь у 26 матчах чемпіонату.
Згодом з 2001 по 2003 рік відіграв по одномку сезоні у складі команд «Нефтчі» та іранського клубу «Фулад».
Своєю грою за останню команду знову привернув увагу представників тренерського штабу клубу «Нефтчі», до складу якого повернувся 2003 року. Цього разу відіграв за бакинську команду наступні два сезони своєї ігрової кар'єри.
Протягом 2005–2006 років захищав кольори команди клубу «Кайсеріспор».
У 2006 році знову став гравцем клубу «Нефтчі». Цього разу провів у складі його команди два сезони. Більшість часу, проведеного у складі бакинського «Нефтчі», був основним гравцем захисту команди.
Протягом 2008–2011 років захищав кольори клубів «Коджаеліспор», «Карабах» та «Ескішехірспор».
До складу клубу «Карабах» повернувся з оренди 2011 року.

## Виступи за збірні
У 1999 році дебютував у складі юнацької збірної Азербайджану.
Протягом 2000–2001 років залучався до складу молодіжної збірної Азербайджану.
У 2001 році дебютував в офіційних матчах у складі національної збірної Азербайджану. Наразі провів у формі головної команди країни 67 матчів, забивши 4 голи.

## Титули і досягнення
- Чемпіон Азербайджану (8):

«Нефтчі»: 2003-04, 2004-05
«Карабах»: 2013-14, 2014-15, 2015-16, 2016-17, 2017-18, 2018-19
- Володар Кубка Азербайджану (5):

«Нефтчі»: 2001-02, 2003-04
«Карабах»: 2014-15, 2015-16, 2016-17
- Гравець року в Азербайджані: 2004, 2005, 2010, 2013, 2016, 2017